# Intégrateur négatif
En sociologie des organisations, l'intégrateur négatif est une fonction attribuée de façon inconsciente à un ou plusieurs membres du groupe, qui permet à l'organisation de se trouver un objectif commun masquant ses dysfonctionnements internes et d'évacuer ses tensions internes en déchargeant son agressivité.  L'intégrateur négatif peut servir de fédérateur au sein du groupe de façon ponctuelle ou légère. Toutefois, lorsque les agressions à son encontre deviennent du harcèlement, son rôle se rapproche alors de celui de  bouc émissaire, que l'on cherche à tuer, même symboliquement, ou qui doit se soumettre et se fondre totalement dans le groupe.

## Personnalité de la cible, des agresseurs et reproduction du processus
La cible choisie pour assurer la fonction d'intégrateur négatif présente généralement une personnalité affirmée et une tendance à résister à l'autoritarisme. Elle attire les agressions de personnes pouvant avoir un profil de pervers narcissique, de pervers occasionnel, ou de personnalités obsessionnelles ou paranoïaques. Dans ce dernier cas, les ressorts de l'action résident dans la volonté de soumettre l'autre par crainte de l'échange, et afin de masquer ses propres incompétences. 
Mais, dans tous les cas, le harcèlement ne se déclenche qu'avec la tolérance voire l'approbation de la hiérarchie. Le silence des autres membres du groupe, qui souhaitent éviter de se singulariser afin ne pas endosser le risque de devenir victimes à leur tour, enclenche le phénomène de groupe, et pousse les plus faibles à trouver eux aussi des motifs de rejet, afin de légitimer l'engrenage, et créer « les mythes dont le groupe a besoin pour justiﬁer la stigmatisation, le rejet et l’exclusion ». Si le harcèlement va jusqu'à l'exclusion de la cible, celle-ci est aussitôt remplacée par une autre « proie », dès lors que l'exclusion est perçue comme un encouragement officiel à récidiver.